# Austin Pendleton
Austin Campbell Pendleton, född 27 mars 1940 i Warren, Ohio, är en amerikansk skådespelare och dramatiker.

## Utmärkelser
Pendleton har bland annat vunnit ett Drama Desk Award för bästa manliga huvudroll 1970.

## Rollista i urval
- 1968 – Petulia
- 1968 – Skidoo
- 1972 – Go’dag yxskaft?
- 1974 – Stoppa pressarna!
- 1979 – Mupparna
- 1986 – Nr 5 lever!
- 1989 – B.L. Stryker, privatdetektiv (TV-serie) (1 avsnitt)
- 1992 – Four Eyes and Six-Guns
- 1992 – Min kusin Vinny
- 1993 – My Boyfriend's Back
- 1993 – Oskyldiga drag
- 1994 – Mer än plikten kräver
- 1996 – En värsting på Wall Street
- 1996 – Kärlekens båda ansikten
- 1997 – Amistad
- 1998–1999 – Uppdrag: mord (TV-serie) (11 avsnitt)
- 1998–2002 – Oz (TV-serie) (11 avsnitt)
- 1999 – The 4th Floor
- 2001 – A Beautiful Mind
- 2003 – Hitta Nemo (röst)
- 2003 – Uptown Girls
- 2004 – Julfritt
- 2012 – Game Change (TV-film)
- 2016 – Hitta Doris (röst)
- 2020 – New Amsterdam (TV-serie) (1 avsnitt)
- 2021 – The Good Fight (TV-serie) (1 avsnitt)